# Непентес Аттенборо
Непентес Аттенборо (лат. Nepenthes attenboroughii) — деревянистое насекомоядное растение, вид рода Непентес монотипного семейства Непентовые.
В естественных условиях произрастает на острове Палаван (Филиппины). Встречается на склонах горы Виктория.

## История открытия
Впервые это растение заметили христианские миссионеры в 2000 году, когда пытались покорить пик горы Виктория. В 2007 году группа биологов в составе Элистера Робинсона (Alastair Robinson) , Стюарта Макферсона (Stewart McPherson) и филиппинского учёного Фолькера Хайнриха (Volker Heinrich) организовали экспедицию, которая отправилась маршрутом миссионеров. Поднявшись выше 1,6 километра над уровнем моря, они обнаружили новое растение, о котором ранее говорили путешественники.
Видовой эпитет растению дан в честь натуралиста и телеведущего Дэвида Аттенборо.

## Ботаническое описание
Кустарник до 1,5 м высотой. Толщина веток до 3,5 см.
Листья кожистые, почти сидячие.
Насекомоядное растение, питается насекомыми, попадающими в его ловушку, напоминающую по форме кувшинчик. Крупнейший из найденных «кувшинчиков» растений этого вида имел объём 1,5 литра — это самая крупная ловушка среди насекомоядных растений. Средние размеры «кувшинчика» — около 25 см в длину и 12 см в ширину.